# 唐津神社

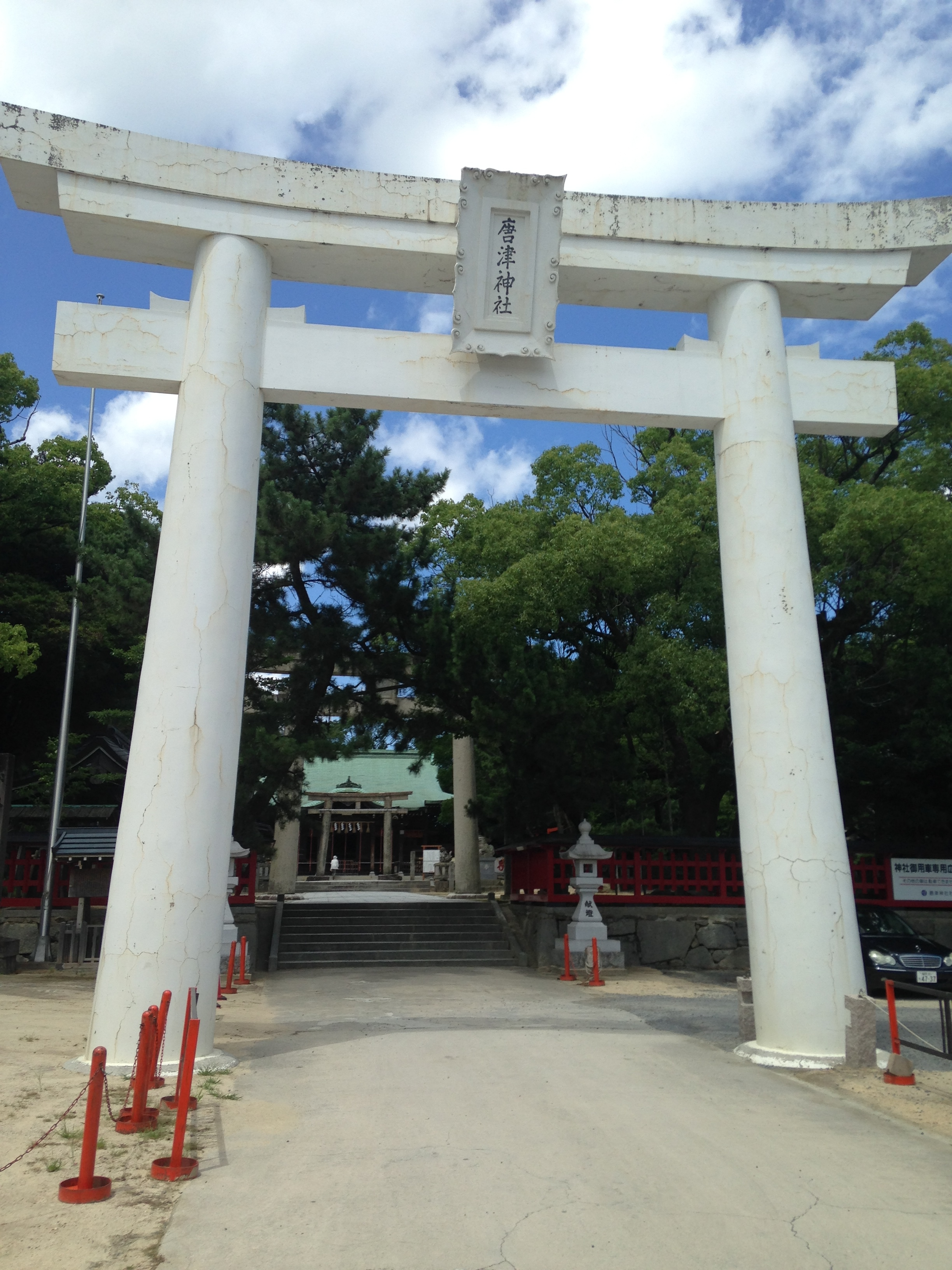
一の鳥居

唐津神社（からつじんじゃ）は、佐賀県唐津市南城内にある神社である。古くは「唐津大明神 （からつだいみょうじん）」と称した。旧社格は県社。

## 祭神
- 一ノ宮 住吉三神（底筒男命・中筒男命・表筒男命）
- 二ノ宮 神田宗次公（こうだむねつぐこう）
- 相殿 　水波能女神

## 歴史
社伝によれば、三韓征伐に際して航海の安全を住吉三神に祈願した神功皇后が、帰朝の後に報謝のため松浦の海浜に宝鏡を縣けて三神を祀ったのに起源を持ち、天平勝宝7歳（755年）に、時の領主であった神田宗次が神夢により海浜に赴くと、漂着してきた宝鏡入りの筺を得たので、神功皇后の捧げた鏡であろうと帝に奏聞したところ、9月29日に「唐津大明神」の称号を賜ったという。文治2年（1186年）、宗次の後裔を称する神田広（実は源久の5男）が社殿を造立して神田を寄進し、神田宗次の霊を合祀したという。慶長年中に寺沢氏が唐津城を築いて入部すると、同7年（1602年）（または11年（1606年））に当神社を再建、以後唐津藩主の祈願所と定められ、崇敬を受けた。
明治6年（1873年）に郷社に列し、これを機に現在の「唐津神社」に改称した。それ以前の神社の名前はわからない。昭和17年（1942年）県社に昇格、戦後は神社本庁に参加する。

## 主な祭事
- 4月29日　春季例大祭
- 10月29日　唐津神祭本殿祭（秋季例大祭）
- 11月2日から4日　唐津神祭（唐津くんち）

## 境内
北原白秋歌碑
1929年（昭和4年）秋の北九州鉄道開設時に北原白秋が唐津を訪問し、翌年にPRのために制作された「唐津小唄」の歌詞42番の歌碑（北原白秋作詞、町田嘉章作曲）。
石
境内の一角にある注連縄が張られた石。唐津駅周辺の区画整理の際に新興町の個人宅から移されたもので、石の所有者が祖父の代にも大事に祀られており注連縄を張ってお祀りしてほしいと希望したと伝わるが当時の記録は残っていない。アニメ『ゾンビランドサガリベンジ』で取り上げられ、ファンから聖地巡礼の対象となり「詩織石」と呼ばれている。

## 文化財

### 重要無形民俗文化財
- 唐津くんちの曳山行事